# Jean-Luc Chéreau

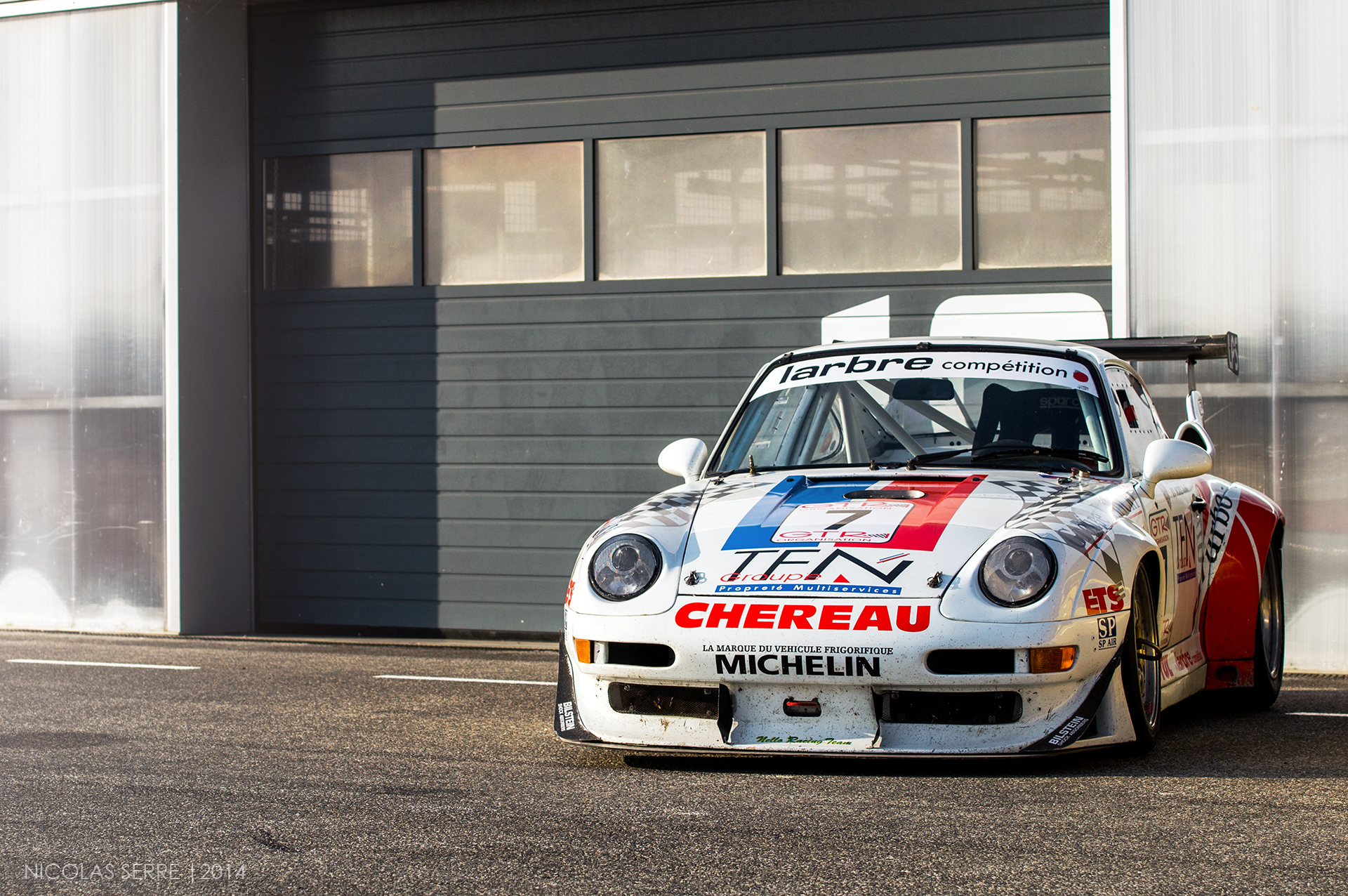
Von Chereau gesponserter Larbre Compétition Porsche 911 GT2

Jean-Luc Chéreau (* 25. August 1948 in Avranches) ist ein französischer Unternehmer und ehemaliger Autorennfahrer.

## Unternehmer
Zu Beginn der 1950er-Jahre gründete der Vater von Jean-Luc Chéreau in seinem Heimatort Avranches ein Unternehmen das Kühlaufbauten für Lastkraftwagen herstellt. Nach der Übernahme des Unternehmens durch den Sohn entstand einer der größten Aufbauer Europas. 2015 wurde mit 905 Mitarbeiter an drei Standorten in der Normandie ein Umsatz von 171 Millionen Euro erzielt. 3371 Fahrzeuge mit Aufbauten wurden ausgeliefert.

## Karriere im Motorsport
Jean-Luc Chéreau war im GT-Sport als Sponsor und Fahrer aktiv. Zwischen 1994 und 2002 war er einer der Geldgeber bei Larbre Compétition. Auch als Fahrer war er dem Team jahrelang verbunden. Er fuhr in der BPR Global GT Series, der FIA-GT-Meisterschaft und in unterschiedlichen französischen Rennserien. Zwischen 1994 und 2006 war er bei 71 Rennen am Start und feierte neben einem Gesamt- auch 3 Klassensiege. Neunmal bestritt er das 24-Stunden-Rennen von Le Mans. Seine beste Platzierung im Gesamtklassement war der 10. Rang 2001.

## Statistik

### Le-Mans-Ergebnisse
| Jahr | Team                      | Fahrzeug                | Teamkollege       | Teamkollege         | Platzierung     | Ausfallgrund    |
| ---- | ------------------------- | ----------------------- | ----------------- | ------------------- | --------------- | --------------- |
| 1994 | Société Labre Compétition | Porsche 911 Carrera RSR | Jack Leconte      | Pierre Yver         | Ausfall         | Unfall          |
| 1995 | Jean-Claude Miloe         | Porsche 911 GT2 Evo     | Jack Leconte      | Pierre Yver         | Ausfall         | Unfall          |
| 1996 | Société Chéreau Sports    | Porsche 911 GT2         | Jack Leconte      | Pierre Yver         | Rang 22         |                 |
| 1997 | Chereau Sports            | Porsche 911 GT2         | Jack Leconte      | Jean-Pierre Jarier  | Ausfall         | Getriebeschaden |
| 1998 | Société Labre Compétition | Porsche 911 GT2         | Patrice Goueslard | Pierre Yver         | Ausfall         | Unfall          |
| 1999 | Ets. Chéreau Sports       | Porsche 911 GT2         | Patrice Goueslard | Pierre Yver         | nicht klassiert |                 |
| 2000 | Larbre Compétition        | Porsche 996 GT3-R       | Patrice Goueslard | Christophe Bouchut  | Ausfall         | Unfall          |
| 2001 | Larbre Compétition        | Porsche 911 GT3-RS      | Patrice Goueslard | Sébastien Dumez     | Rang 10         |                 |
| 2002 | Larbre Compétition        | Chrysler Viper GTS-R    | Carl Rosenblad    | Jean-Claude Lagniez | Rang 25         |                 |